# Phi vụ động trời 2
Phi vụ động trời 2 (tên tiếng Anh: Phi vụ động trời 2; hay còn có tựa đề là Zootropolis 2 hoặc Zoomania 2 tại một số vùng khác) là bộ phim hoạt hình thuộc thể loại hài buddy cop của Hoa Kỳ được sản xuất bởi Walt Disney Animation Studios và do Walt Disney Pictures phát hành. Đây là phần hậu truyện của Phi vụ động trời (2016) và đồng thời cũng là phần phim thứ hai thuộc thương hiệu phim Zootopia, phim sẽ do Jared Bush và Byron Howard đạo diễn, với kịch bản được chấp bút bởi Bush và do Yvett Merino sản xuất. Phim sẽ có sự trở lại của Ginnifer Goodwin và Jason Bateman trong vai trò lồng tiếng hai nhân vật chính từ phim phần cũ là Judy Hopps và Nick Wilde, ngoài ra, phim cũng sẽ có sự góp mặt thêm của Quan Kế Huy and Fortune Feimster.
Tháng 6 năm 2016, Howard và Rich Moore đã có những chia sẻ về một phần hậu truyện tiềm năng của Phi vụ động trời. Và đến tháng 2, 2023, CEO của Disney, Bob Iger đã chính thức thông báo về việc phần thứ hai của loạt phim đang được lên kế hoạch phát triển với tựa đề và ngày công chiếu sẽ được tiết lộ vào năm sau tức ngày 7 tháng 2, 2024. Bush cũng đã được tiết lộ sẽ biên kịch kiêm đạo diễn bộ phim vào tháng 8 năm 2024 bên cạnh thông tin về sự tham gia lồng tiếng của Quan Kế Huy và Feimster vào dàn diễn viên của phim. Vào tháng tiếp theo, Bush cũng chia sẻ rằng bộ phim sẽ có thêm một đạo diễn cùng với anh.
Phi vụ động trời 2 được công chiếu tại Hoa Kỳ vào ngày 26 tháng 11 năm 2025.

## Tiền đề
Bộ phim sẽ tiếp tục theo chân hành trình phá án của bộ đôi thám tử thỏ Judy Hopps và cáo Nick Wilde. Trong lần trở lại này, họ sẽ cùng nhau đến một nơi gọi là Chợ Đầm lầy để truy tìm một chú rắn tên Gary và đồng thời tại nơi đây, họ cũng được khám phá một hệ thống các loài động vật mới lạ khác.

## Lồng tiếng
- Ginnifer Goodwin lồng tiếng vai Judy Hopps, một cô thỏ trẻ tuổi, lạc quan đến từ vùng Bunnyburrow và đồng thời cũng là cô thỏ đầu tiên tại Sở Cảnh sát Zootopia Police.[4]
- Jason Bateman lồng tiếng vai Nick Wilde, một chú cáo đỏ ranh mãnh và từng là một kẻ lừa đảo chuyên nghiệp nhưng sau này, anh đã hoàn lương và tham gia làm việc tại Sở Cảnh sát Zootopia với tư cách một cảnh sát.[5]
- Quan Kế Huy lồng tiếng vai Gary, một chú rắn đang bị truy đuổi bởi Nick và Judy.[6]
- Fortune Feimster lồng tiếng vai Nibbles, một chú hải ly sống tại Chợ Đầm lầy, người đã bắt gặp Nick và Judy.[5][7]
- Shakira lồng tiếng vai Gazelle, một cô ngôi sao nhạc Pop linh dương.[8]

## Phát hành
Phi vụ động trời 2 được công chiếu vào ngày 26 tháng 11 năm 2025.